# 大正浪漫 鬼さんやめてえぇっ!!
『大正浪漫 鬼さんやめてえぇっ!!』（たいしょうロマン おにさんやめてえぇっ!!）は、日丸屋秀和による日本の漫画作品。『ジャンプスクエア』（集英社）2013年9月号から2014年8月号まで連載された。話数カウントは「第○號」。

## 登場人物

### 花楽里食堂
港町 るく（みなとまち るく）
本作の主人公でありヒロイン。小さいころから食べることが大好きな普通の女の子。だが、その正体は高性能時空探査アンドロイド（自分も高校生になるまで知らなかった）。
色んな組織や企業等の悪い奴らに狙われているため、大正時代にタイムスリップし、製作者であるおじいちゃんを探すことになった。大正時代の櫻木町にある「花楽里食堂」にただ働き中。
鬼さん（おにさん）
この物語のもう一人の主人公。大正時代の櫻木町にある「花楽里食堂」の料理人で「鬼さん」と呼ばれている人物。タイムスリップしてきたるくを天女と勘違いをして連れて帰る。武者のような格好をしているが、その理由は体が機械化する病にかかっているため。
カルタ
鬼さんの弟で、同じ「花楽里食堂」料理人。だが、料理の腕はまだまだ当たり外れが大きい。奇行の多い兄のツッコミ役であり、るくが来てからは彼女のストッパーにもなっている常識人。兄と同じく体が機械化する病にかかっているが、右腕だけ機械化している。

### くらわんか
銭屋 萬付（ぜにや ばんづけ）
大正時代の人気料理店「くらわんか」の店主であり、櫻木町の兄貴分。運命の女性を探している最中に、るくに一目惚れし、出会ってすぐにプロポーズした。
かんらん
萬付の下で働いている女の子。萬付に好意をよせているが、萬付のいきなりの結婚発言を泣きながら応援する。
グエン・ケム・チャイズア
かんらんと同様、萬付の下で働いているベトナム人。

### るくの家族
丸亀博士（まるがめはかせ）
るくのおじいちゃんで、るくを作った製作者でもある。自称「横浜のグルメ王」。るくに「花楽里食堂で会おう!!」という手紙を残し、大正時代に失踪した。
雪町（ゆきまち）
るくのお母さんだが、その正体は丸亀博士の助手の1人。気が強くてさばさばとした女性。
栄（さかえ）
るくのお父さんだが、その正体は雪町と同じく丸亀博士の助手の1人。 おっとりとした性格をした優しい男性。雪町に好意をよせている。

### その他の人物
九龍（ガウロン）
電榮都市・香港から追放された料理人。
トポリーノ
イタリア大使館の料理長であり、美食家の中の美食家。

## 書誌情報
- 日丸屋秀和 『大正浪漫 鬼さんやめてえぇっ!!』 集英社〈ジャンプ・コミックス〉、全2巻
  1. 2014年2月9日第1刷発行（2月4日発売[集 1]）、ISBN 978-4-08-880016-5
  2. 2014年8月  第1刷発行（8月4日発売[集 2]）、ISBN 978-4-08-880164-3